# Aldo Brunelli Ventura
Aldo Ángel Brunelli Ventura (Montevideo, Uruguay; 1927) es un guionista, fotógrafo, escritor, sonidista y director uruguayo de amplia trayectoria en Argentina.

## Carrera
Brunelli Ventura se inició desde muy joven en el mundo de la fotografía. Hijo de un ingeniero civil que dirigió unas ampliaciones en el Club de Gimnasia y Esgrima de Villa del Parque, su padre le hizo hacer los planos de ese lugar como dibujante.
Se destacó en la cinematografía argentina por sus dos filmes de poco atractivo para el público: Venus perseguida, protagonizada por Vera Váldor, Juan Carlos Galván y Lalo Hartich y La casa del amor (1973), con Jorge Porcel, Zulma Faiad, Elena Lucena, Enrique Liporace, Vera Váldor, Juan Manuel Tenuta y Moria Casán (en su debut cinematográfico).
Fue miembro activo de SADAIC con que presentó decenas de obras.
En 2002 hizo un mediometraje en homenaje a su gran compañera artística y amiga personal la actriz Vera Váldor, en el cual se desempeñó no solo como director sino como fotógrafo y narrador.

## Filmografía
- 2002: Vera Valdor inolvidable (mediometraje)
- 1973: La casa del amor
- 1969: Rebeldía
- 1964: Venus perseguida (o Inquietud ciudadana)[3]

## Obras
- Pingñino (2007)
- Quando Iddio Ha Fatto Il Mo (1993)
- Con que sueña el pibe (1988)
- Un regalo para Tito (1974)
- Yo doy mi amor tú (1974)
- Un hombre para mí (1974)
- Soy muy sofisticada (1974)
- Quiero un besito de Tod (1974)